# The Hands That Thieve
The Hands That Thieve è il quinto album in studio del gruppo musicale statunitense Streetlight Manifesto, pubblicato il 30 aprile 2013.

## Tracce
Testi e musiche di Tomas Kalnoky.
1. The Three of Us – 5:18
2. Ungrateful – 4:31
3. The Littlest Things – 4:50
4. The Hands That Thieve – 5:40
5. With Any Sort of Certainty – 6:10
6. If Only for Memories – 5:28
7. They Broke Him Down – 5:20
8. Toe to Toe – 4:22
9. Oh Me, Oh My – 3:45
10. Your Day Will Come – 4:44